# 로버트 C. 머턴
로버트 콕스 머턴(Robert Cox Merton, 1944년 7월 31일생)은 미국의 경제학자이다. 옵션의 가치를 결정하는 새로운 공식에 대한 블랙-숄즈 모형의 발견의 공로로 마이런 숄스와 함께 1997년 노벨 경제학상을 공동 수상했다.